# Austin Film Critics Association Awards 2010
6. ročník předávání cen asociace Austin Film Critics Association se konal 22. prosince 2010.

## Nejlepších deset filmů
1. Černá labuť
2. The Social Network
3. Počátek
4. Toy Story 3: Příběh hraček
5. Králova řeč
6. Opravdová kuráž
7. Fighter
8. Prorok
9. Do morku kosti
10. Scott Pilgrim proti zbytku světa

## Vítězové
- Nejlepší režisér: Darren Aronofsky – Černá labuť
- Nejlepší původní scénář: Mark Heyman, Andres Heinz a John McLaughlin – Černá labuť
- Nejlepší adaptovaný scénář: Aaron Sorkin – The Social Network
- Nejlepší herec v hlavní roli: Colin Firth – Králova řeč
- Nejlepší herečka v hlavní roli: Natalie Portman – Černá labuť
- Nejlepší herec ve vedlejší roli: Christian Bale – Fighter
- Nejlepší herečka ve vedlejší roli: Hailee Steinfeld – Opravdová kuráž
- Nejlepší animovaný film: Toy Story 3: Příběh hraček
- Nejlepší cizojazyčný film: Prorok (Francie)
- Nejlepší dokument: Banksy: Exit Through the Gift Shop
- Nejlepší kamera: Matthew Libatique – Černá labuť
- Nejlepší původní zvuk: Daft Punk – Tron: Legacy 3D
- Nejlepší první film: Gareth Edwards – Zakázaná zóna
- Objev roku: Chloë Grace Moretz – Kick-Ass a Ať vejde ten pravý
- Austin Film Award: Ben Steinbauer – Winnebago Man
- Speciální ocenění: Světla páteční noci